# بروتين الريبوسوم L23
بروتين الريبوسوم L23 (بالإنجليزية: Ribosomal Protein L23)‏ (RPL23) هوَ بروتين يُشَفر بواسطة جين RPL23 في الإنسان.
الريبوسومات هي العضيات التي تحفز تخليق البروتين، تتكون من وحدة فرعية صغيرة 40S ووحدة فرعية كبيرة 60S. تتكون هذه الوحدات الفرعية معًا من 4 أنواع من رنا RNA وحوالي 80 بروتينًا مميزًا من الناحية الهيكلية. ويعد أحد مكونات الوحدة الكبرى 60S للريبوسوم والذي يلعب دورًا مهمًا في الترجمة في عملية الاصطناع الحيوي للبروتين (التي تشكل جزءا من عملية التعبير الجيني).

## الأهمية السريرية
وجد أنه يحفز هجرة الخلايا السرطانية في سرطانة الخلية الكبدية. كما أنه يحفز مقاومة الأدوية المتعددة في الخلايا السرطانية في المعدة.

## روابط خارجية
- بروتين الريبوسوم L23 في نظام فهرسة المواضيع الطبية (MeSH) للمكتبة الوطنية الأمريكية للطب.
- نظرة شاملة على جميع المعلومات الهيكلية المتاحة في بنك بيانات البروتينات (PDB) لـقاعدة البيانات يونيبروت (UniProt): P62829 (بروتين الريبوسوم L23) في بنك بيانات البروتين في أوروبا (PDBe-KB).